# Humán 12-es kromoszóma
- A 12-es kromoszóma egy a 24-féle humán kromoszóma közül. Egyike a 22 autoszómának.

## A 12-es kromoszóma jellegzetességei
- Bázispárok száma: 132 449 811
- Gének száma: 1 104
- Ismert funkciójú gének száma: 1 009
- Pszeudogének száma: 396
- SNP-k (single nucleotide polymorphism = egyszerű nukleotid polimorfizmus) száma: 430 976

## A 12-es kromoszómához kapcsolódó betegségek
Az O.M.I.M rövidítés az Online Mendelian Inheritance in Man, azaz Mendeli öröklődés emberben adatbázis oldalt jelöli, ahol további információ található az adott betegségről, génről.

| Patológia                             | Öröklődés | O.M.I.M | Lokusz  | Gén              | A gén által kódolt fehérje |
| ------------------------------------- | --------- | ------- | ------- | ---------------- | -------------------------- |
| Akondrogenezis II-es típus            |           |         |         |                  |                            |
| Willebrand betegség                   |           |         |         |                  |                            |
| Holt-Oram-szindróma                   | Domináns  | 142900  | 12q24.1 | TBX5 OMIM 601620 |                            |
| Noonan-szindróma                      |           |         |         |                  |                            |
| Charcot-Marie-Tooth betegség 2C típus |           |         | q23-q24 | TRPV 4           |                            |
| Charcot-Marie-Tooth betegség 2G típus |           |         | q12-13  | Ismeretlen       |                            |
| Charcot-Marie-Tooth betegség 2L típus |           |         | q24     | Ismeretlen       |                            |
| Fenilketonuria                        |           |         | q24.1   | PAH-PKU1         |                            |
| Surdité non syndromique               | Domináns  |         |         |                  |                            |
| Fallot tetralógia                     |           | 187500  | p12     | JAG1 OMIM 601920 |                            |
|                                       |           |         |         |                  |                            |
|                                       |           |         |         |                  |                            |
|                                       |           |         |         |                  |                            |
|                                       |           |         |         |                  |                            |
|                                       |           |         |         |                  |                            |
|                                       |           |         |         |                  |                            |
|                                       |           |         |         |                  |                            |

## Lásd még
- Kromoszóma
- Genetikai betegség
- Genetikai betegségek listája